# Europäischer Fonds für strategische Investitionen
Der Europäische Fonds für strategische Investitionen (EFSI) ist eine gemeinsame Initiative der EIB-Gruppe und der Europäischen Kommission, für Investitionen in der Europäischen Union. 
Der EFSI ist eine von drei Säulen des Investmentplans für Europa der Europäischen Kommission, des sogenannten Juncker-Plans.
Am 14. September 2016 kündigte Jean-Claude Juncker in seiner Rede zur Lage der Union an, das Volumen des EFSI auf bis zu 630 Milliarden Euro anzuheben.